# 모니크 헤너건

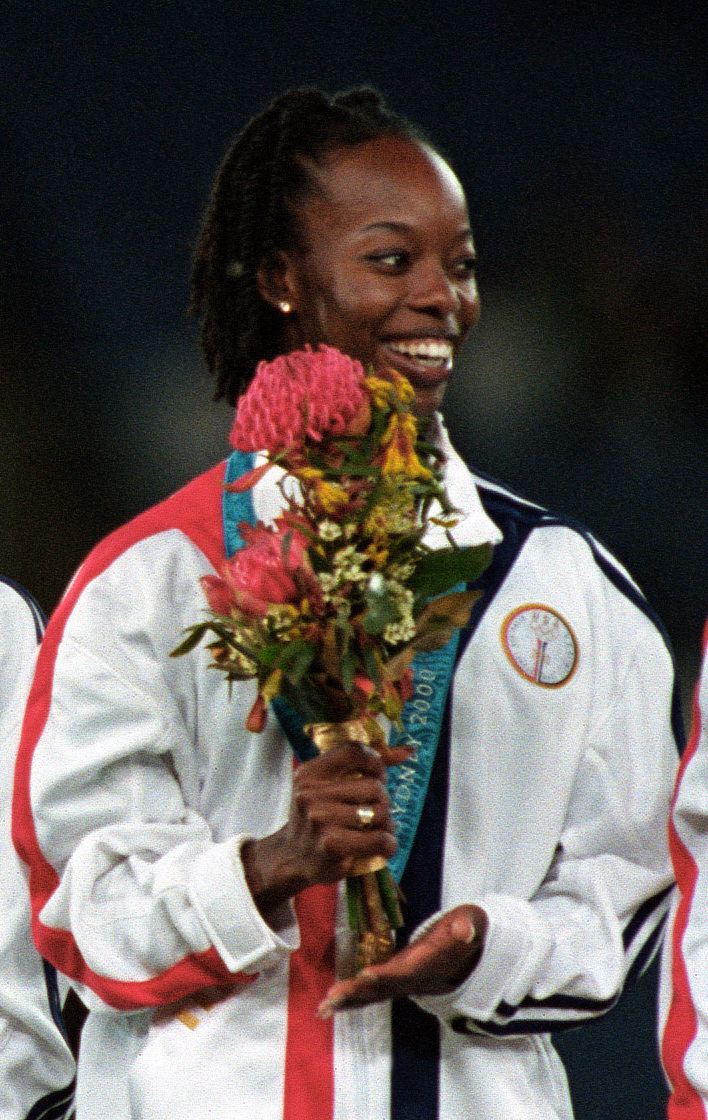

모니크 헤너건(Monique Hennagan, 1976년 5월 26일 ~ )는 400m에 주로 나간 미국의 육상 선수이다.
사우스캐롤라이나주 컬럼비아에서 태어난 그녀는 1999년 세계 실내 선수권 대회에서 첫 릴레이 메달을 따고, 2003년에 두번째 메달을 획득하였다.
2004년 아테네 올림픽에서 헤너건은 1600m 릴레이에서 1위를 한 미국 팀의 일부였다. 이 결과는 예선 라운드에서 팀을 위해 달린 크리스털 콕스가 도핑을 인정한 후, 2010년 이래 의심에 놓였다. 콕스의 도핑 폭력은 전체의 팀들을 위험성에 금메달을 놓았지만, 2012년으로 봐서 콕스를 제외한 미국 팀이 자신들의 금메달을 유지하였다.
2008년 헤너건은 팀 동료 매리언 존스가 경기력 향상 약물을 복용했다는 인정된 이유로 박탈당한 2000년 시드니 올림픽 1600m 릴레이 메달을 가졌다. 2010년 7월 16일 미국 여성 육상 팀의 다른 6명 일원들을 자신들의 메달들을 복권하는 데 IOC에 자신들의 호소를 이겼다.